# Mainvilliers (Eure-et-Loir)
Mainvilliers település Franciaországban, Eure-et-Loir megyében. Lakosainak száma 10 950 fő (2022. január 1.). Mainvilliers Chartres, Lucé, Amilly, Bailleau-l’Évêque és Lèves községekkel határos.

## Népesség
A település népességének változása:
| Lakosok száma | 6119 | 10 068 | 9956 | 10 331 | 10 368 | 11 210 | 11 182 | 11 127 | 11 186 | 10 950 |
|               | 1968 | 1982   | 1990 | 2006   | 2013   | 2015   | 2017   | 2019   | 2020   | 2022   |